# بیدرون
بیدرون، روستایی از توابع بخش مرکزی شهرستان سیاهکل در استان گیلان ایران است.

## جمعیت
این روستا در دهستان مالفجان قرار دارد و براساس سرشماری مرکز آمار ایران در سال ۱۳۸۵، جمعیت آن ۲۳۶ نفر (۸۱ خانوار) بوده‌است.